# Acura TLX
La Acura TLX è un'auto prodotta dalla casa automobilistica giapponese Acura dal 2012. Nel mercato cinese viene venduta dal 2017 con il passo allungato e viene chiamata Acura TLX-L.

## Contesto

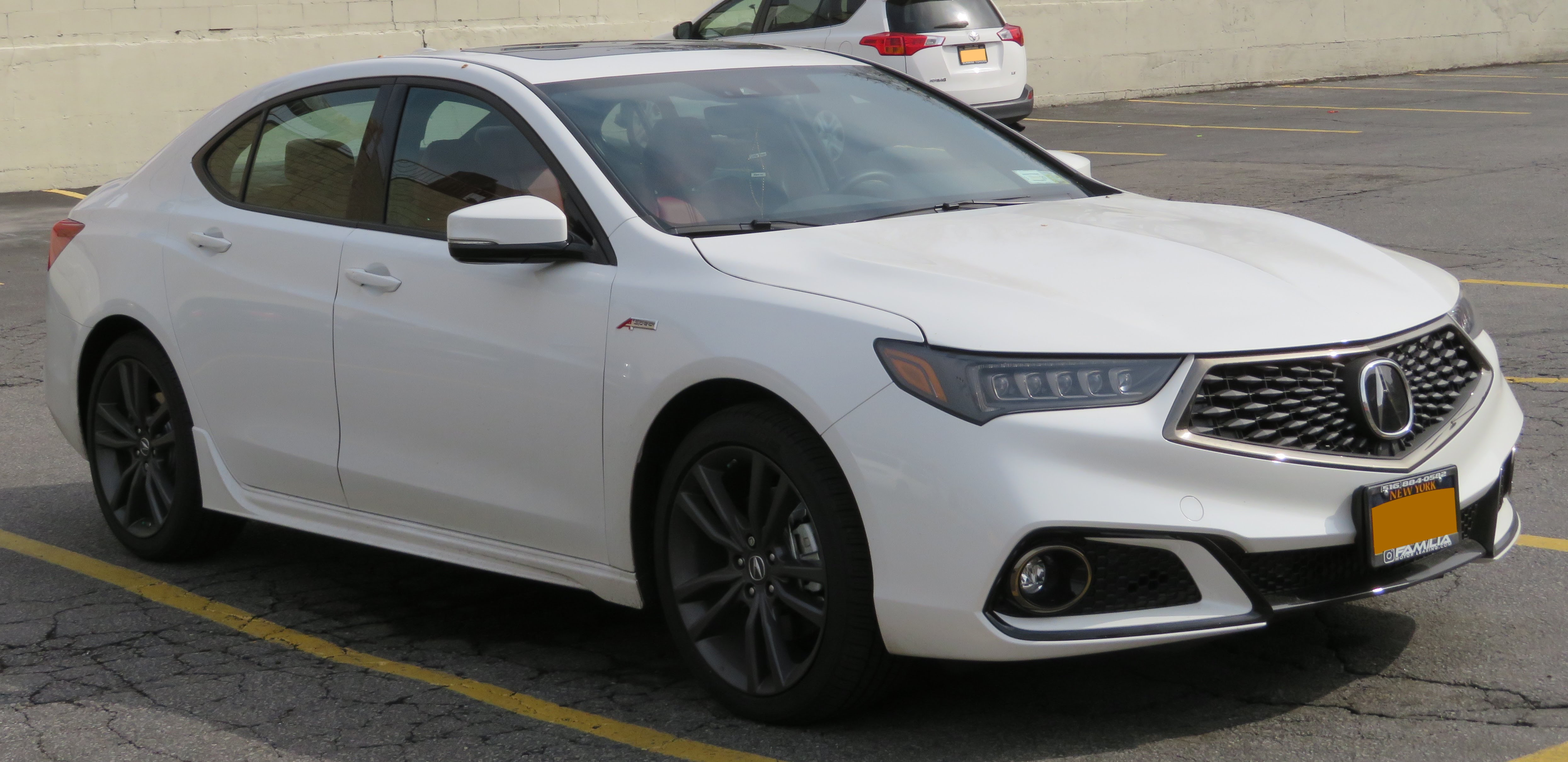
TLX restyling

La vettura adotta lo schema tuttoavanti ed ha un'impostazione classica da berlina a 3 volumi. I motori tutti a benzina sono un 4 cilindri da 2,4 litri e un V6 da 3,5 litri. La trasmissione è affidata a un cambio a 8 marce doppia frizione per la 4 cilindri e a un 9 marce ZF per la V6. 
La Acura TLX è stata presentata per la prima volta come concept car chiamata "TLX Prototype", una berlina progettata nel Los Angeles Design Studio di Acura, in sostituzione delle berline TL e TSX. La versione di produzione è stata presentata ad aprile 2013 al New York International Auto Show. Le vendite sono iniziate ad agosto dello stesso anno; la vettura viene prodotta a Marysville in Ohio, Stati Uniti. Ad aprile 2017 la vettura è stata sottoposta a un restyling, che ha coinvolto il frontale con l'adozione di nuovi fari e di una griglia trapezoidale. Nel 2020 ne è stata presentata la seconda generazione.